# Aleksandr Nikolaevič Saltykov
Principe Aleksandr Nikolaevič Saltykov, in russo Александр Николаевич Салтыков? (San Pietroburgo, 27 dicembre 1775 – San Pietroburgo, 27 gennaio 1837), è stato un nobile e politico russo.

## Biografia
Era il secondogenito di Nikolaj Ivanovič Saltykov (1736-1816), e di sua moglie, Natal'ja Vladimirovna Dolgorukova (1736-1812).

## Carriera
Alla sua nascita entrò a far parte del Reggimento Preobraženskij. Nel 1787, con il grado di tenente è stato trasferito nel reggimento Semënovskij. Il 25 marzo 1790 è stato nominato ciambellano alla corte imperiale. Il 27 novembre 1798 divenne membro del consiglio della Corona.
Il 16 marzo 1799 è stato nominato ciambellano di corte della granduchessa Marija Pavlovna. Il 7 aprile 1801 entrò nel Collegio degli Affari Esteri.
Nel 1804 divenne senatore. Nel 1809 divenne membro onorario dell'Accademia Imperiale delle scienze. Nel 1817 si ritirò dalla vita politica.

## Matrimonio
Nel 1801 sposò la contessa Natal'ja Jur'evna Golovkina (1787-1860), l'unica figlia del conte Jurij Aleksandrovič Golovkin. Ebbero sei figli:
- Elena Aleksandrovna (1802-1828), sposò il principe Nikolaj Borisovič Golicyn, ebbero tre figli;
- Ekaterina Aleksandrovna (1803-1852), sposò il principe Il'ja Andreevič Dolgorukov, ebbero due figlie;
- Sof'ja Aleksandrovna (1806-1841), sposò il conte Grigorij Petrovič Šuvalov, ebbero quattro figli;
- Marija Aleksandrovna (1807-1845), sposò Boleslav Stanislavovič Potocki, ebbero una figlia;
- Jurij Aleksandrovič (?-1841);
- Aleksej Aleksandrovič (1826-1874), sposò Vera Ivanovna Lužina.

## Morte
Morì il 27 gennaio 1837 a San Pietroburgo.